# مسجد العباسي
يعتبر مسجد العباسي واحداً من المساجد التي انطلقت منها صيحات المجاهدين من أبناء رشيد الذين انتصروا على حملة فريزر..

## تاريخ بناءه ومنشئه
أنشأ هذا المسجد محمد بك الطبوزادة في سنة 1224ه أي مايقارب 1809م

## سبب التسمية
وهو يقع في الطرف الجنوبي لمدينة رشيد بالقرب من شاطئ النيل، وسمي بالعباسي نسبة إلى السيد محمد العباسي المدفون به،

## وصف المسجد
هو مبني بالطوب الرشيدي المنجور وهو طوب صغير الحجم كانت تبنى به المساجد والبيوت القديمة، وكان يبنى في الوجهات على شكل مداميك أفقية مكحولة تتخللها لحاماتها ميد خشبية، كما كان يبنى على هيئة أشكال هندسية تحلى مداخل المساجد والبيوت. ويبرز مدخل هذا المسجد قليلا عن وجهة الضريح، ويتكون من عقد ثلاثي مسدود بالطوب ومفتوح به ثلاث فتحات معقودة مرتكزة أكتافها على عتب خشبي يتدلى منها أسفل العتب جسمان أسطوانيان. وداخل صفة المدخل يوجد الباب الذي يؤدي إلى المسجد يعلوه شباك صغير من الخرط الدقيق. ويعتبر هذا المدخل بشكله هذا نموذجا لمداخل مساجد الأقاليم المشيدة بين القرن الحادي عشر والثالث عشر الهجري - السابع عشر والتاسع عشر الميلادي. وتقع القبة التي تغطي الضريح على يمين المدخل يتمثل فيها طراز القباب المنشأة بالأقاليم في هذه الحقبة من الزمن. أما المنارة فهي كغيرها من منارات مساجد رشيد وغيرها من الأقاليم مثمنة وذات دورة واحدة يبرز منها عمود اسطواني ينتهي بالخوذة. وعلى يمين الداخل إلى المسجد يقع مدخل الضريح وهو كمدخل المسجد إلا أنه يمتاز بزخارف الجميلة المعمولة من الطوب والتي تحلى الجزء العلوي منه وبالقاشاني المزخرف الذي كان يكسو جوانبه من أسفل. وللضريح باب خشبي ذو لفتين مقسمتين على هيئة أشكال هندسية طعمت حشواتها بالصدف والسن وكتب عليها اسم صانعه، ويعلوه شباك صغير من الخرط الدقيق الصنع، كما يوجد على جانبيه شباكان آخران من الخرط بتقاسيم جميلة، وتسود البساطة المسجد من الداخل، وهو يشتمل على صفين من العقود المرتكزة على أعمدة رخامية تحمل السقف الذي لا تزال عليه بعض آثار نقوش ملونة.